# Subaru Lucra
La Subaru Lucra est une petite voiture du constructeur Subaru, exclusivement réservée au marché japonais et appartenant, dans ce pays, à la catégorie des Keijidōsha. Ce modèle est sorti en avril 2010. Il s'agit simplement d'une Daihatsu Tanto Exe rebadgée.